# Seversky P-35
El Seversky P-35 fue un avión de caza fabricado en Estados Unidos por la compañía Seversky Aircraft a finales de los años 1930. Contemporáneo del Hawker Hurricane  y del Messerschmitt Bf 109, el P-35 fue el primer caza monoplaza del Cuerpo Aéreo del Ejército de los Estados Unidos con las tres características propias de un caza moderno de su época: construcción completamente metálica, tren de aterrizaje retráctil y cabina cerrada.

## Diseño y desarrollo

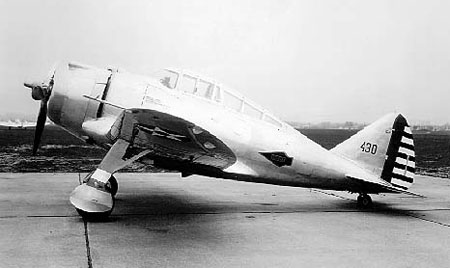
Seversky XP-41.

El P-35 surgió como un prototipo de un caza biplaza construido por la Seversky Aircraft Corporation por su cuenta y riesgo, respondiendo a una solicitud del USAAC. En ella, se solicitaba un nuevo aparato de caza, al que se denominó Seversky SEV-2XP, pero mientras este era evaluado en junio de 1935, resultó lo suficientemente dañado como para ser devuelto a la factoría para su reparación.
El diseñador de la compañía, Alexander Kartveli, aprovechó la oportunidad para introducir un tren de aterrizaje retráctil y reformar la cabina en una configuración monoplaza; en consecuencia, el avión fue rebautizado SEV-1XP.
Cuando fue probado por el USAAC, se constató que estaba falto de potencia, de manera que su motor radial Wright R-1820-G5 Cyclone de 850 hp fue sustituido por un Pratt & Whitney R-1830-9 Twin Wasp de la misma potencia pero menor peso, siendo el avión designado SEV-7.
Las prestaciones no mejoraron, ya que el R-1830-9 no desarrollaba más allá del 85% de la potencia del proyecto. Ello se solventó mediante la instalación de un motor R-1830-9 con una potencia garantizada de 950 hp, de modo que el avión fue de nuevo redesignado como AP-1.
Así configurado, este tipo fue elegido por el USAAC con la designación P-35.
El primero de los 77 aviones encargados fue entregado en julio de 1937. El último del lote sería completado en una variante mejorada denominada XP-41, que alzó el vuelo poco tiempo antes de que la compañía cambiara su nombre por el de Republic Aircraft Corporation.
De hecho, el XP-41 fue el prototipo del Republic P-43 Lancer. El XP-41 utilizaba un motor Twin Wasp R-1830-19 de 1.200 hp, con la que alcanzaba una velocidad máxima de 520 km/h y un alcance de 2300 km. En 1939 participó en la competición de caza contra el Curtiss XP-40, el Curtiss Hawk 75 y el XP-37 (Curtiss Model 75).
Bajo la designación EP-1, el P-35 fue ofrecido para la exportación, y el gobierno sueco encargó los primeros 15 aviones de un lote de 120 designados EP-106, que diferían primordialmente por montar un motor R-1830-45 más potente, y un armamento más pesado. La mitad de ellos ya habían sido suministrados (designados J 9 por los suecos), cuando el 18 de junio de 1940, después de la ocupación alemana de Noruega, los Estados Unidos declararon un embargo contra la exportación de armas a cualquier país que no fuera Gran Bretaña, por lo que los 60 restantes fueron requisados por el USAAC e incorporados a sus filas como P-35A. Estos aparatos fueron barridos por los japoneses en las Filipinas, pues solo ocho de 48 permanecían en estado de vuelo tras los dos primeros días de ataques enemigos. Ello supuso el último despliegue operacional de este modelo; los doce restantes fueron vendidos a Ecuador.

## Variantes

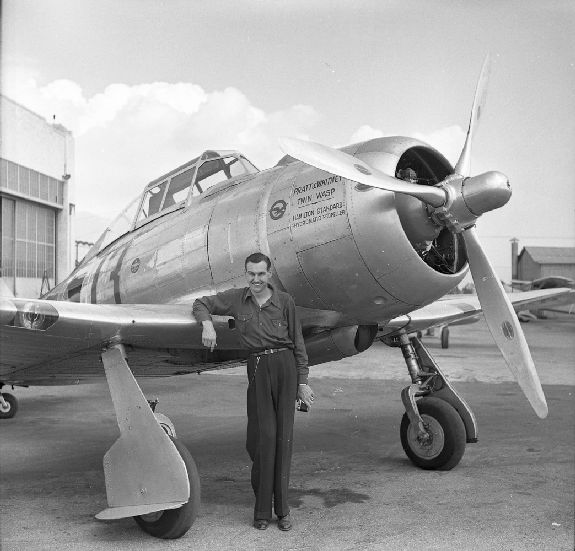
Seversky AP-7A, equipado con motor Pratt & Whitney R-1830 Twin Wasp, 1940.

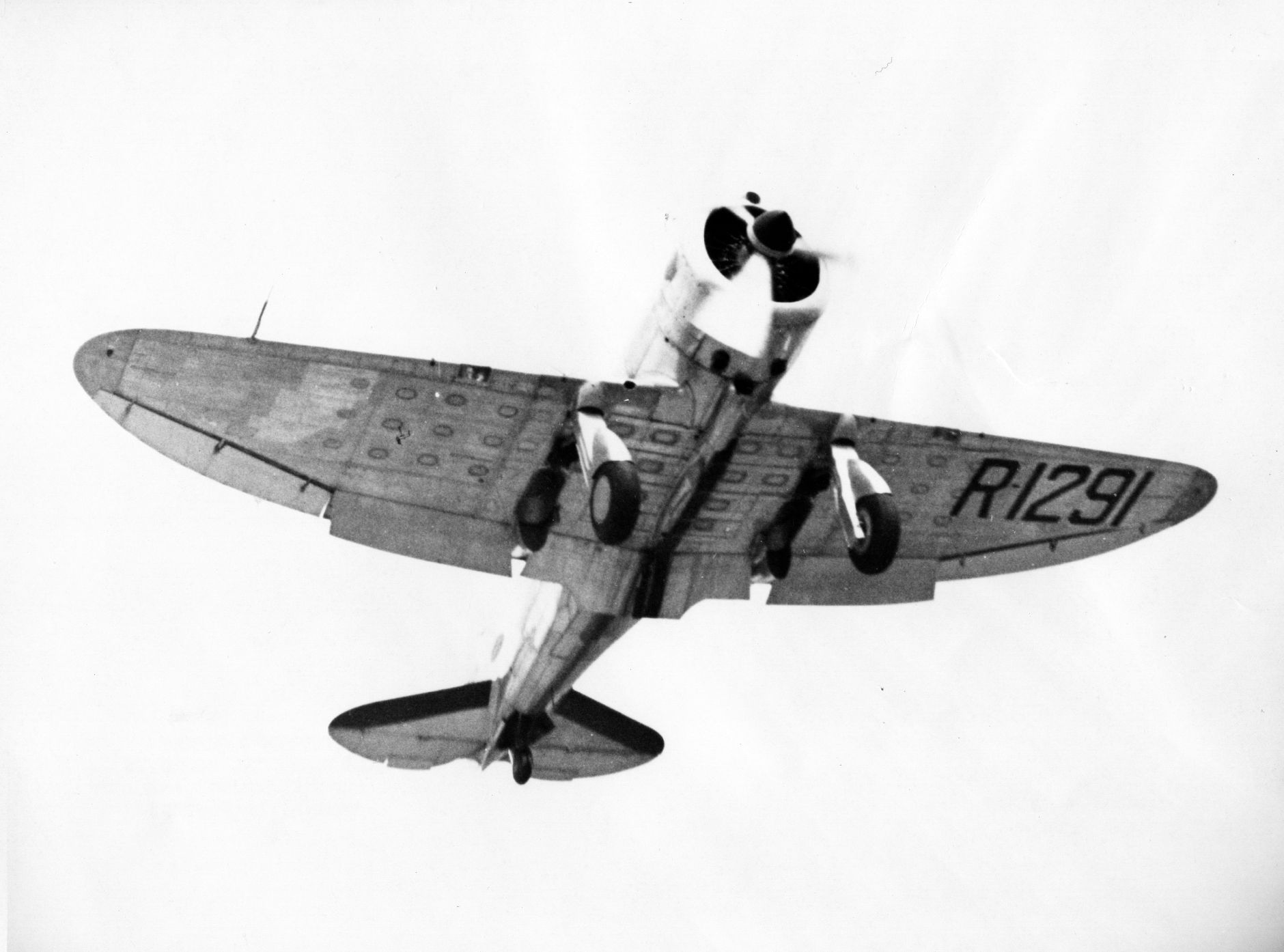
El Seversky SEV-DS, volado por Jimmy Doolittle.

SEV-2XP
Prototipo de caza biplaza.
SEV-1-XP
Prototipo de caza monoplaza, a.k.a. SEV-S1.
SEV-DS
Para la Shell Oil Company/James Doolittle.
SEV-X-BT
Entrenador básico biplaza.
SEV-7
Prototipo de caza monoplaza, equipado con motor radial Pratt & Whitney R-1830-9 Twin Wasp. El avión fue designado más tarde AP-1.
AP-1
Un P-35 equipado con motor Pratt & Whitney R-1830.
AP-2
Desde el SEV-1-XP.
AP-7
Avión de carreras para Jacqueline Cochran.
AP-9
Avión de pruebas como caza desarrollado en paralelo con el AP-7.
P-35
Primera versión de producción, motor Pratt & Whitney R-1830-9 de 850 hp (634 kW).
EP-1
Versión de exportación del P-35.
EP-106
Versión de caza monoplaza para Suecia.
J 9
Designación sueca para los EP-1/P-35A.
P-35A
Designación de las AAF dada a los EP-106 requisados, originalmente contratados por Suecia, motor radial Pratt & Whitney R-1830-45 de 1050 hp (783 kW) y armamento aumentado.
2PA
Versión biplaza con artillero trasero.
2PA-202
Demostrador europeo, uno construido.
2PA-A
Para la URSS, uno construido.
2PA-B
Demostrador europeo, uno construido.
2PA-BX
Demostrador europeo, uno construido.
2PA-B3
Versión de exportación para el Servicio Aéreo de la Armada Imperial Japonesa como A8V-1 Tipo S, 20 ejemplares.
2PA-L
Para la URSS, uno construido.
A8V-1 "Dick"
2PA biplaza usado por la Armada japonesa.
B 6
Versión de exportación del 2PA para Suecia, dos construidos.
AT-12 Guardsman
Entrenador avanzado biplaza, 50 unidades construidas para Suecia, pero confiscadas por las USAAF.
NF-1
Versión del P-35 para ser evaluado por la Armada estadounidense (designación de la compañía).

## Operadores
Ecuador
- Fuerza Aérea Ecuatoriana

 Estados Unidos

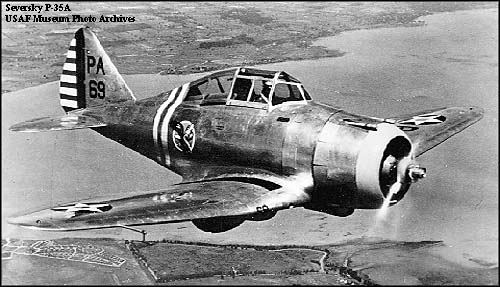
Fotografía de un P-35A estadounidense tomada entre 1937 y 1942.

- Cuerpo Aéreo del Ejército de los Estados Unidos

 Japón
- Servicio Aéreo de la Armada Imperial Japonesa

 Suecia
- Fuerza Aérea Sueca

 Unión Soviética
- Fuerza Aérea Soviética

## Supervivientes

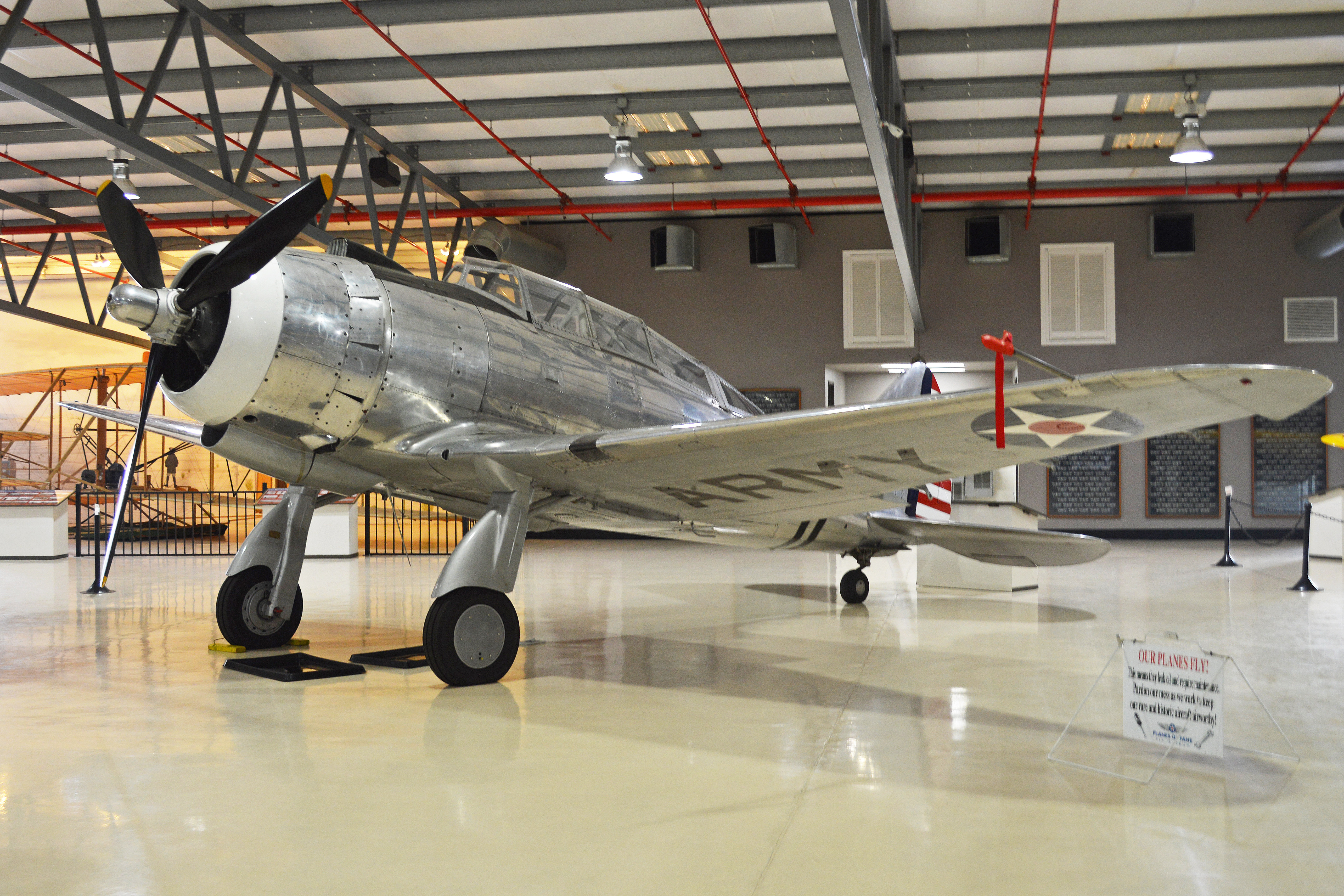
AT-12 Guardsman en el Planes of Fame Air Museum en Chino, 2016.

Actualmente se conservan 13 P-35 en buen estado y/o en condiciones como para llegar a volar. Dos de estos se encuentran en el Museo de la Fuerza Aérea estadounidense.

## Especificaciones (P-35A)
Referencia datos: The American Fighter

### Características generales
- Tripulación: 1 (piloto)
- Longitud: 8,2 m (26,8 ft)
- Envergadura: 11 m (36 ft)
- Altura: 3 m (9,7 ft)
- Superficie alar: 20,4 m² (219,9 ft²)
- Peso cargado: 2075 kg (4573,3 lb)
- Peso máximo al despegue: 3050 kg (6722,2 lb)
- Planta motriz: 1× radial de 14 cilindros en doble fila Pratt & Whitney R-1830-45 Twin Wasp.
  - Potencia:

### Rendimiento
- Velocidad nunca excedida (Vne): 500 km/h (311 MPH; 270 kt) a 4630 m de altitud
- Velocidad máxima operativa (Vno): 467 km/h (290 MPH; 252 kt) a 3660 m de altitud
- Velocidad crucero (Vc): 418 km/h (260 MPH; 226 kt)
- Alcance: 1530 km
- Techo de vuelo: 9571 m (31 400 ft)
- Régimen de ascenso: 9,8 m/s (1929 ft/min)
- Carga alar: 135,8 kg/m²
- Potencia/peso: 0,282 kW/kg

### Armamento
- Ametralladoras: 

  - 2x Browning M1919 de 7,62 mm ó
  - 2x Browning M2 de 12,7 mm
- Bombas: 160 kg

## Aeronaves relacionadas

### Desarrollos relacionados
- Seversky XP-41
- Republic P-43 Lancer
- P-47 Thunderbolt

### Aeronaves similares
- Vultee P-66 Vanguard
- MÁVAG Héja
- Reggiane Re.2000
- Fokker D.XXI
- PZL.50 Jastrząb

### Secuencias de designación
- Secuencia P-_ (Cazas (Pursuit) del USAAS/USAAC/USAAF/USAF, 1924-1962): ← P-32 - P-33 - XP-34 - P-35 - P-36 - P-37 - P-38 →
- Secuencia AT-_ (Entrenador Avanzado del USAAS/USAAC/USAAF, 1925-1948): ← AT-9 - AT-10 - AT-11 - AT-12 - AT-13 - AT-14 - AT-15 →
- Secuencia A__ (Cazas embarcados de la Armada japonesa): ← A6M2-N - A7He - A7M - A8V - AXB - AXD - AXG →
- Secuencia B _ (Bombarderos de la Fuerza Aérea Sueca, pre-1940): ← B 3 - B 4 - B 5 - B 6 - B 7 - B 8
- Secuencia J _ (Cazas de la Fuerza Aérea Sueca, pre-1940): ← J 6 - J 7 - J 8 - J 9 - J 10 - J 11 - J 12